# Инаугурация Ричарда Никсона (1973)
Вторая инаугурация Ричарда Никсона в качестве Президента США и Спиро Агню как вице-президента США состоялась 20 января 1973 года. Президентскую присягу и присягу вице-президента проводил Председатель Верховного суда США Уоррен Бергер.
Данная инаугурация сделала Никсона первым и, по состоянию на 2021 год, единственным человеком, который был инаугурирован 4 раза: 2 раза как президент, так и 2 раза как вице-президент. Во время церемонии была исполнена песня «Look With Pride On Our Flag», посвящённая президенту Никсону и написанная Хэнк Форт.
И Агню, и Никсон ушли в отставку в течение двух лет с момента их второй инаугурации. В декабре 1973 года Джеральд Форд сменил Агню на посту вице-президента, а в следующем году сменил Никсона на посту президента.

## Смерть Линдона Джонсона
Всего через четыре недели после смерти бывшего президента Гарри Трумэна бывший президент Линдон Джонсон, которого Никсон сменил на посту президента в январе 1969 года, умер от сердечного приступа в возрасте 64 лет, через два дня после второй инаугурации Никсона. Таким образом, Джонсон стал шестым президентом, который умер во время правления своего непосредственного преемника, после Джорджа Вашингтона (1799), Джеймса Полка (1849), Эндрю Джонсона (1875), Честера Артура (1886) и Калвина Кулиджа (1933), которые умерли во время правления Джона Адамса, Закари Тейлора, Улисса Гранта, Гровера Кливленда и Герберта Гувера соответственно. Многие церемонии, запланированные Комитетом по инаугурации вооружённых сил в течение десяти дней, пришлось отменить, чтобы провести государственные похороны в полном объёме.

## Галерея

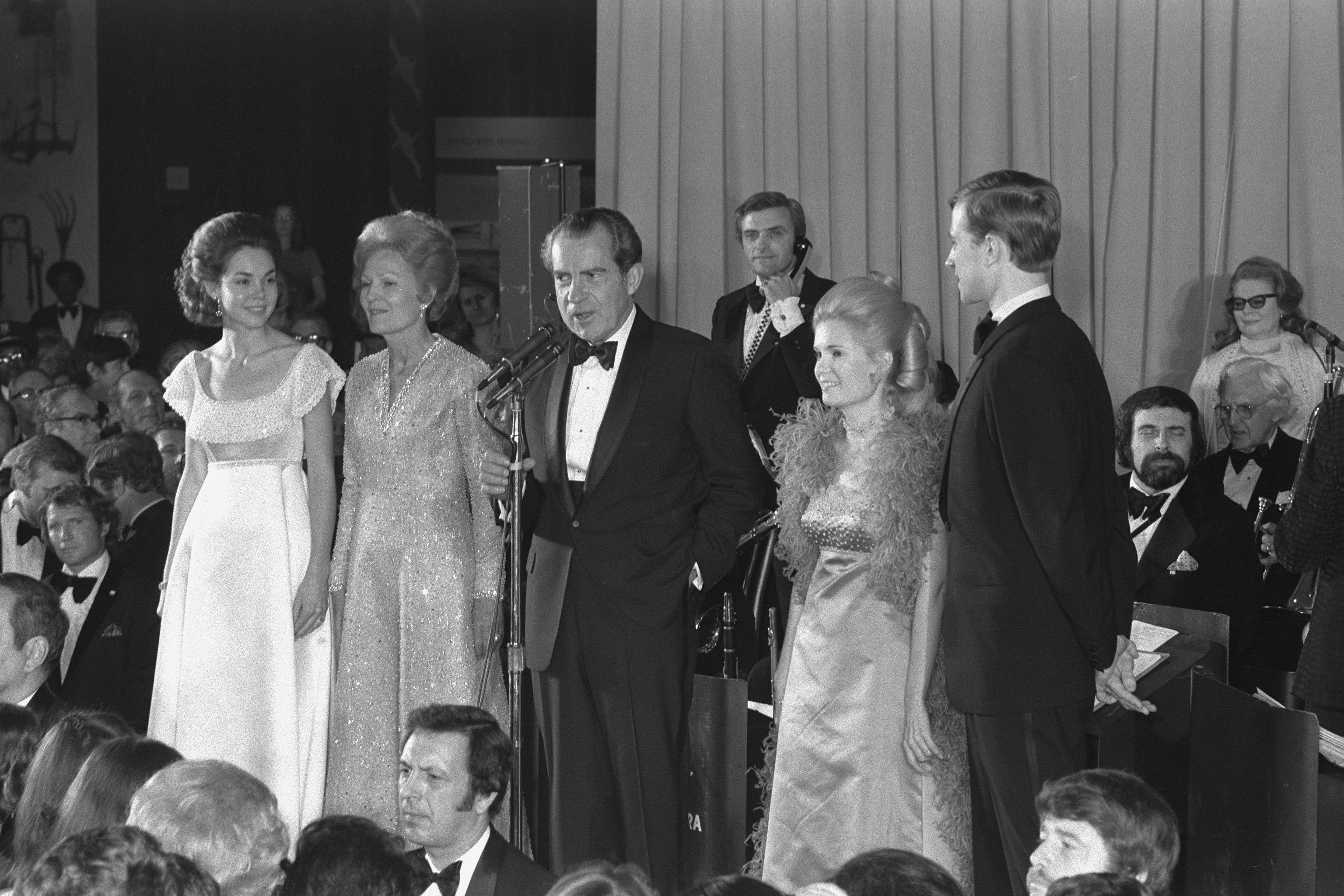
Никсоны на инаугурационном балу